# Flaga Petersburga
Flaga Petersburga (ros. Флаг Санкт-Петербурга) – oficjalny symbol miejski Petersburga, przyjęty w obecnej postaci 13 maja 2003 roku przez radę miasta.

## Opis
Flaga Petersburga to prostokątny materiał w proporcjach (szerokość do długości) barwy czerwonej. Nawiązuje ona do herbu petersburskiego i jest właściwie kopią herbowego godła. Na czerwonym tle umieszczono dwie skrzyżowane w skos srebrne kotwice. Ich końce zwrócone są na zewnątrz i ku górze. Między nimi znajduje się złote berło cesarskie, zwieńczone dwugłowym orłem, godłem państwowym znanym z herbu Federacji Rosyjskiej. Lewa kotwica (z perspektywy widza) jest kotwicą rzeczną, prawa kotwicą morską.

## Historia

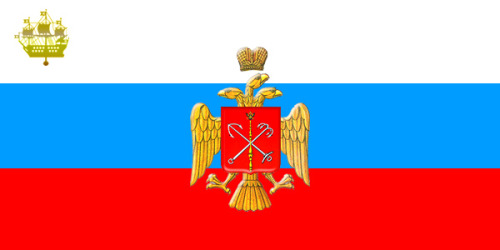
Projekt flagi Petersburga z 1991 r.

W czasach Imperium Rosyjskiego oraz Związku Radzieckiego Petersburg nie posiadał własnej oficjalnej flagi. 13 maja 1865 r. rada miejska zdecydowała, że w mieście oraz na statkach handlowych afiliowanych w stolicy nad Newą, powinna zostać wprowadzona flaga koloru czerwonego z herbem miasta pośrodku. Jednak ten zapis prawny pozostał martwy.

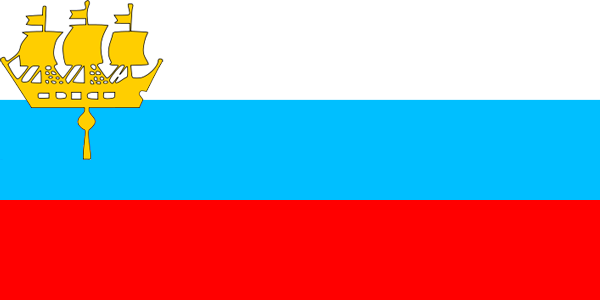
Projekt flagi Petersburga z lat 1991–1992

W czerwcu 1991 r. na fali przemian w kraju rada miejska rozpoczęła pracę nad nowym herbem i flagą. Zaproponowano by flaga Petersburga była kopią flagi Rosji ze złotym orłem o trzech głowach, na którego piersiach umieszczony miał zostać historyczny herb Petersburga, a w górnym rogu umieszczona miała zostać złota łódź – nawiązanie do morskiego znaczenia miasta w historii Rosji. Projekt ten jako całkowicie ahistoryczny został odrzucony. Przez ponad rok nie udało się dojść do porozumienia. Kolejny z projektów zakładał użycie znów flagi rosyjskiej, tym razem bez orła, a znowu z umieszczoną w lewym górnym roku, złotą łodzią. Propozycja ta także nie znalazła uznania. W końcu 4 czerwca 1992 r. zaproponowano by flaga nawiązywała bezpośrednio do herbu miasta. 8 czerwca 1992 r. flaga Petersburga w formie używanej obecnie została zaakceptowana. 13 maja 2003 r. po wprowadzeniu drobnych poprawek użycie flagi zostało jeszcze raz potwierdzone przez petersburską radę miejską. Kontrowersyjne pomysły by zastąpić ją nowym projektem zostały odrzucone.
Użycie flagi petersburskiej reguluje uchwała rady miejskiej z dnia 13 maja 2003 r. (nr. 165-23, z późniejszymi poprawkami). Na jej podstawie miasto posiada wyłączne prawa autorskie do flagi. Flaga musi być wywieszana w budynkach administracji miejskiej, zarówno władz legislacyjnych, jak i wykonawczych, a także w salach miejskich sądów. Flaga miasta powinna zawsze być umieszczana po prawej stronie flagi rosyjskiej oraz nie może ona nigdy być mniejsza lub być zawieszona niżej od jakiejkolwiek innej flagi (z wyjątkiem flagi państwowej). Symbolika petersburskiej flagi jest taka sama jak w przypadku herbu Petersburga.